# Willem Claeszoon Heda
Willem Claeszoon Heda (geboren 14. Dezember 1594 in Haarlem; begraben 24. August 1680 ebenda) war ein niederländischer Porträt- und Stilllebenmaler.

## Leben
Heda kultivierte mit ungewöhnlicher malerischer Kraft das Stillleben, insbesondere das Mahlzeitstillleben, indem er seine Gemälde gern aus gefüllten Gläsern, silbernen Pokalen, Weintrauben, angeschnittenen Zitronen und dergleichen komponierte. Er gilt neben Pieter Claesz als Hauptvertreter des Monochromen Banketjes. Er ist zwischen 1631 und 1668 in Haarlem nachweisbar. Im Jahr 1631 wurde er Vorstand der Haarlemer Lucasgilde. Zu seinen Schülern gehörten im Jahr 1637 Arnoldus Beerensteyn, 1642 Maerten Boelema, Hendrik Herschoop sowie sein Sohn Gerrit Willemsz Heda. Seine Frau wurde am 21. Januar 1668 beerdigt. Der Maler Cornelis Claesz Heda war vermutlich sein Bruder.
Werke (Auswahl)

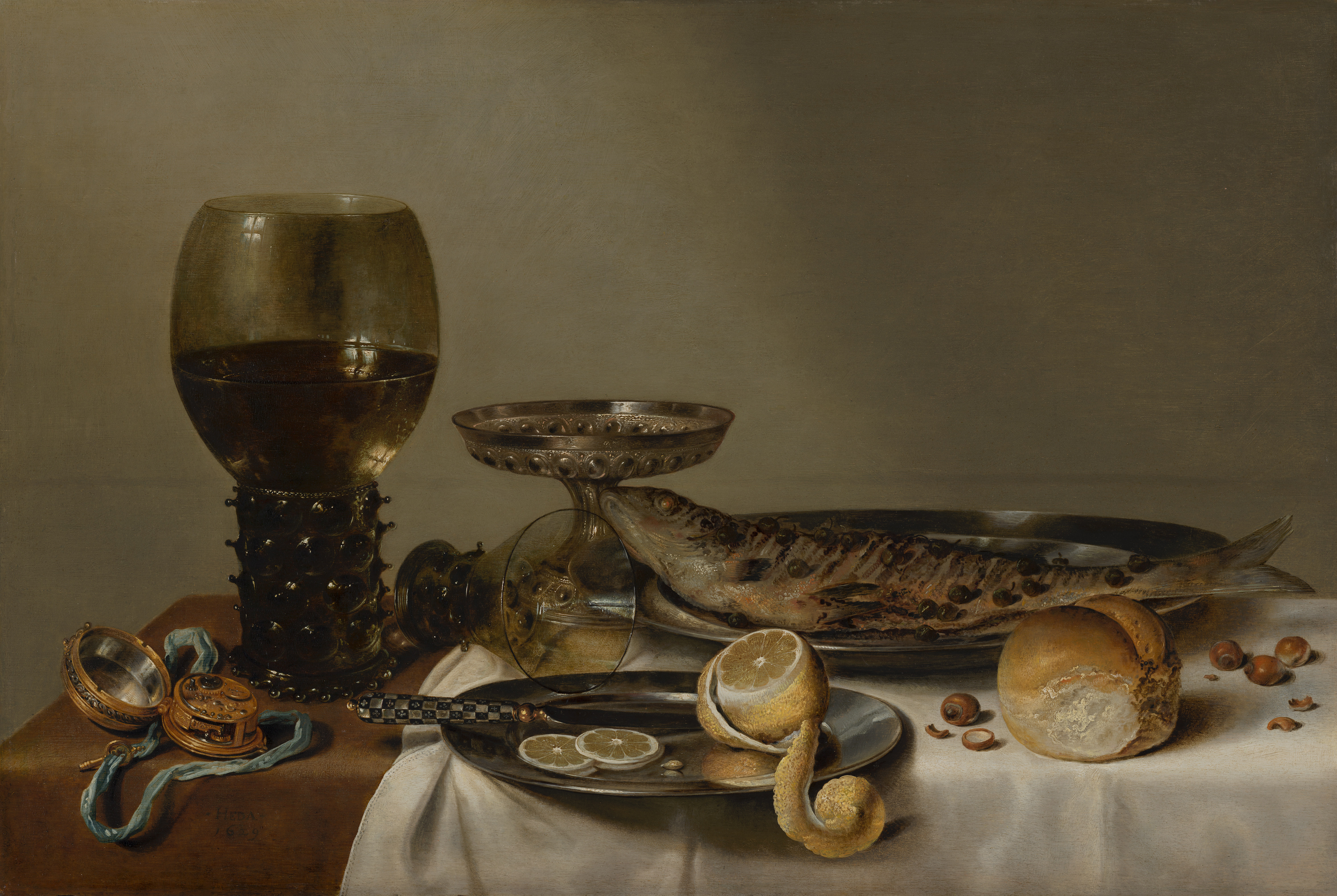
Stillleben (Mauritshuis, Den Haag)

- Frühstück, Öl auf Holz, 45 × 64 cm. Karlsruhe, Staatliche Kunsthalle Karlsruhe
- Stillleben, 1629, Öl auf Holz 46 × 69, Den Haag, Königliche Gemäldegalerie Mauritshuis
- Stillleben, 1634, Öl auf Holz, 43x57, Rotterdam, Museum Boijmans Van Beuningen
- Stillleben mit vergoldeter Schale, 1635, 88x113, Öl auf Holz, Amsterdam, Rijksmuseum
- Stillleben mit Schinken, 1635, Öl auf Holz, 58x78, München, Alte Pinakothek
- Nachtisch, 1637, Öl auf Holz, 44 × 56 cm. Paris, Musée National du Louvre
- Frühstückstisch mit Brombeerpastete, 1631, Öl auf Holz, 54 × 82 cm, Dresden, Gemäldegalerie Alte Meister
- Prunkstillleben, 1638, Hamburg, Hamburger Kunsthalle
- Stillleben, 1640, Öl auf Holz, 59,5 × 78,5, Aachen, Suermondt-Ludwig-Museum
- Stillleben, um 1640, Öl auf Holz 58,5 × 79 cm, Haarlem, Frans Hals Museum
- Frühstückstisch, 1642, Öl auf Holz, 59 × 68 cm. Amsterdam, Rijksmuseum
- Frühstückstisch mit Schinken, 1646, Öl auf Holz, 84,3 × 96,3 cm, Schwerin, Staatliches Museum
- Frühstückstisch mit Nautilusbecher, 1649, Öl auf Holz.